# Nasz jedyny świat
Nasz jedyny świat – kompilacyjny album grupy Azyl P., wydany na nośniku kasetowym w 1995 roku nakładem firmy Digiton.

## Lista utworów
Strona A
1. „Już lecą” (muz. Andrzej Siewierski, sł. Jacek Perkowski)
2. „Nocne zjawy” (muz. Andrzej Siewierski, sł. Jacek Perkowski)
3. „Marzenie żółwia (Ucieczka z więzienia)” (muz. i sł. Andrzej Siewierski)
4. „Nasz jedyny świat” (muz. Andrzej Siewierski, sł. Jacek Perkowski)
5. „Kara śmierci” (muz. Andrzej Siewierski, sł. Leszek Żelichowski)
6. „Już nie mogę” (muz. i sł. Andrzej Siewierski)
7. „Nic więcej mi nie trzeba” (muz. Andrzej Siewierski, sł. Jacek Perkowski)
8. „Tysiąc planet” (muz. Jacek Perkowski, Andrzej Siewierski; sł. Grzegorz Kuczyński, Robert Tomaszewski)

Strona B
1. „Och Lila” (muz. Andrzej Siewierski, sł. Grzegorz Kuczyński)
2. „Praca i dom” (muz. Andrzej Siewierski, sł. Jacek Perkowski)
3. „Daj mi swój znak” (muz. Andrzej Siewierski, Jacek Perkowski; sł. Andrzej Siewierski, Grzegorz Kuczyński)
4. „Zwiędłe kwiaty” (muz. i sł. Andrzej Siewierski)
5. „Mała Maggie” (muz. i sł. Andrzej Siewierski)
6. „Twoje życie” (muz. Azyl P., sł. Andrzej Siewierski)
7. „Och Alleluja!” (muz. i sł. Andrzej Siewierski)
8. „Rock ’N’ Roll Biznes” (muz. i sł. Andrzej Siewierski)

## Muzycy
- Andrzej Siewierski – wokal, gitara
- Jacek Perkowski – gitara
- Dariusz Grudzień – gitara basowa
- Marcin Grochowalski – perkusja